# Neu! 2
Neu! 2 (o NEU! 2) es el segundo álbum de estudio de la banda alemana de rock experimental Neu!, perteneciente a la escena krautrock. El álbum fue grabado con el productor Konrad Plank y fue lanzado en 1973.
El grupo se quedó sin dinero durante la grabación del álbum, y debido a que su sello discográfico no los ayudó financieramente, decidieron remixar un sencillo anterior (compuesto por "Super" y "Neuschnee") a diferentes velocidades (como 16 y 78 rpm) y en distintos aparatos, incluyendo reproductor que "comía" la cinta. Con estas siete canciones pudieron completar el álbum. Esta decisión es considerada un acto revolucionario que anticipa elementos de varios subgéneros de la música electrónica. Según Dinger, fue "una solución pop art a un problema pop".
Neu! 2 estuvo fuera de impresión por mucho tiempo, y durante los años 80 solo estaba disponible en forma de bootleg (por medio de un sello llamado Germanofon), al igual que Neu! y Neu! 75. El álbum fue relanzado en el año 2001 en formato CD por Astralwerks, Grönland y EMI Electrola.
El arte de tapa del álbum, diseñado por el baterista Klaus Dinger, es similar a la del álbum anterior, pero con colores diferentes y el número 2 pintado sobre el nombre del grupo.

## Lista de temas
1. "Für immer"
2. "Spitzenqualität"
3. "Gedenkminute (für A + K)"
4. "Lila Engel"
5. "Neuschnee 78"
6. "Super 16"
7. "Neuschnee"
8. "Cassetto"
9. "Super 78"
10. "Hallo Excéntrico!"
11. "Super"

## Personal
- Michael Rother - guitarra, bajo, teclados, producción, cítara, efectos electrónicos, cassette
- Klaus Dinger - batería, koto, guitarra, teclados, voz, producción, grabador, piano eléctrico
- Conny Plank - producción e ingeniería
- Hans Lampe – ingeniero